# Лазарев синдром
Лазарев синдром (такође ауторесусцитација, Лазарев феномен или Лазарево срце) је медицински феномен повратка спонтане циркулације након кардиоциркулаторног застоја коме је претходила неуспела реанимација. Феномен је назван по Светом Лазару четвородневном кога је Христос вратио из мртвих четири дана након његове смрти, на Лазареву суботу.
Случај је први пут забележен 1982, али се помиње као Лазарев феномен 1993. године. До сада је забележено 38—65 случајева, што нам показује да је феномен изузетно редак, мада доста случајева остаје незабележено услед медицинскоправних проблема. Мање од трећине пацијената је преживело феномен. 
Разлог због ког се феномен догађа остаје непознат. Једна од хипотеза гласи да је настали притисак у грудима након извршене реанимације један од главних узрока, а неки сматрају да хиперкалијемија или високе дозе адреналина могу бити узрок. 